# 道の駅アグリの郷栗東
道の駅アグリの郷栗東（みちのえき アグリのさとりっとう）は、滋賀県栗東市出庭にある滋賀県道145号片岡栗東線の道の駅である。

## 概要
2000年（平成12年）7月に開業。施設内では地元の野菜や直営の厨房で作られた豆腐やジェラート、寿司の販売などが行われている。工房で作る「まるっぽ豆腐」おからのでない大豆の味が濃厚な豆腐や、ここでしか手に入らない名物割木の巻寿し、手作りのパン・ジェラートがあり、そば作りの体験道場もある。
東海道新幹線に隣接しており、「日本でただ1つの新幹線ビューの道の駅」をうたっている。「ドクターイエローを見ると幸せになれるらしい」という伝説から、ドクターイエローの通過時間には見学客も訪れるようになっている。
2018年（平成30年）3月24日より、名神高速道路栗東ICで一時退出後1時間以内（当初、2022年現在は2時間以内）であれば道の駅アグリの郷栗東が利用可能となっている（ETC2.0搭載車限定）。

## 施設
- 駐車場
  - 普通車：40台
  - 大型車：3台
  - 軽：2台
  - 身障者用駐車場：2台
  - EV：1台
- トイレ
  - 男：大・小5
  - 女：5
  - 身障者用：1
- 公衆電話
- 情報コーナー
- レストラン（11:00 - 15:00）
- 物産品コーナー（売店） 9:30 - 18:00 年中無休（ただし年始休みあり）

### 管理団体
- アグリの郷栗東株式会社（栗東市指定管理者）

## 周辺
- JR琵琶湖線（東海道本線）守山駅、栗東駅
- JR草津線 手原駅
- 野洲川
- 野洲川運動公園
- アル・プラザ栗東
- 名神高速道路 栗東IC
- 旧和中散本舗
- 東方山安養寺
- 日本中央競馬会（JRA）栗東トレーニングセンター

## アクセス

### 公共交通機関
- JR琵琶湖線（東海道本線）草津駅・栗東駅・守山駅からまめバス（宅屋線）でアグリの郷停留所下車。
※草津駅はJR草津線との接続駅。

### 自動車
- E1 名神高速道路 栗東ICから3分、滋賀県道145号片岡栗東線沿い[3]。